# Félix Millet

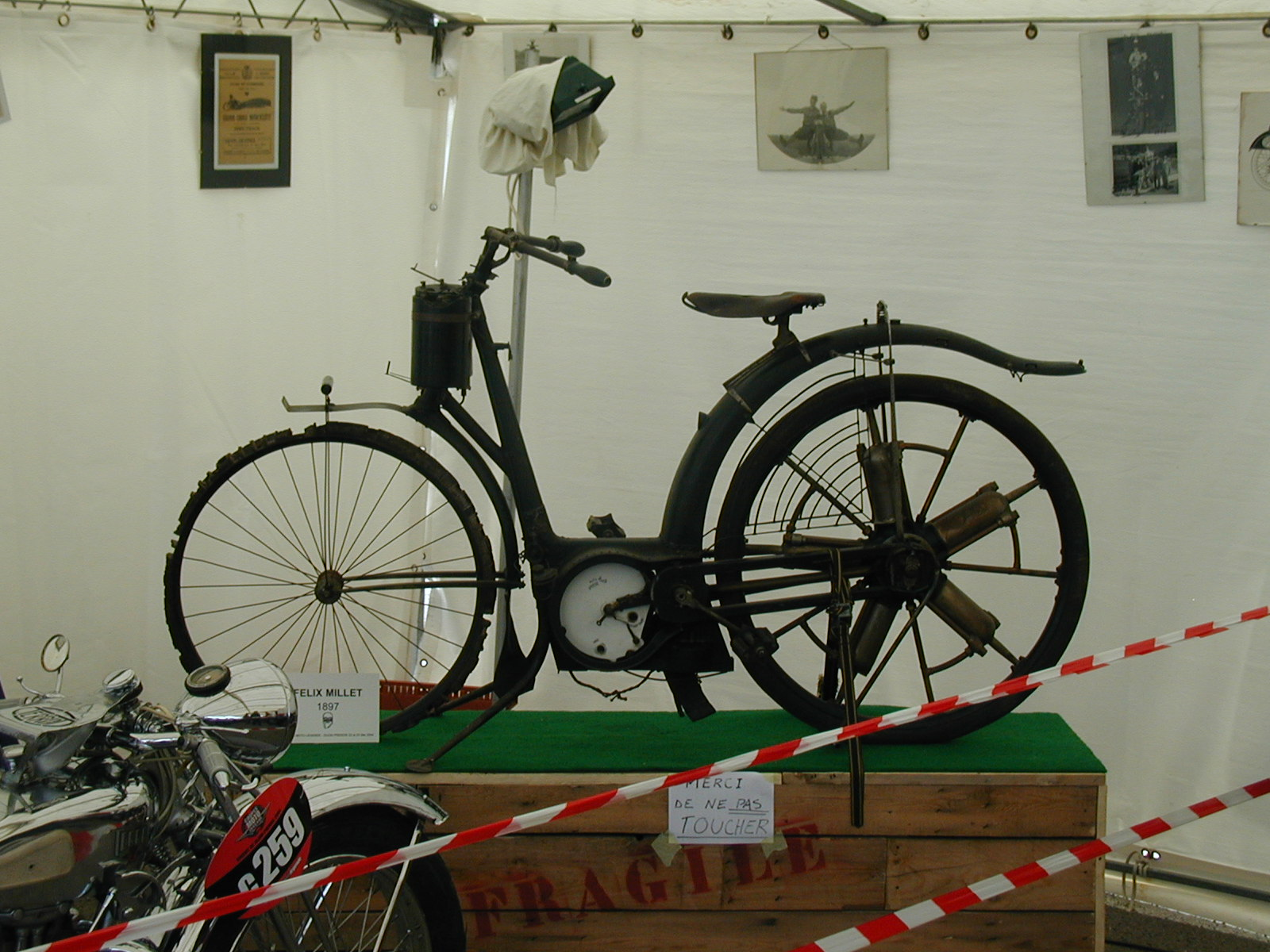
Félix Millet uit 1897: de witte trommel rond de trappers is de accu

Félix Millet is een historisch Frans merk van motorfietsen.
Félix Theodore Millet had al in 1892 een driewieler gemaakt met een in het voorwiel gemonteerde vijfcilinder-stermotor, die hij al in 1887 ontwikkeld had. In 1893 monteerde Millet zijn motor in het achterwiel van een tweewieler.
Tot 1898 verbeterde hij het concept en in dat jaar verscheen er een nieuwe Millet-motorfiets. De stermotor draaide met het wiel mee, waardoor een betere koeling werd verkregen. De machine had boogvering en de tank zat in het achterspatbord. Het liep fout door de slechte, zelf uitgevonden ontsteking. Intussen was de Millet wel de eerste meercilindermotorfiets en was Millet waarschijnlijk de uitvinder van de stermotor. Hij paste dit motortype toe om voldoende koeling te genereren.
De machine van Millet was bijzonder futuristisch en zal vol met technische snufjes. Zoals de genoemde vering, die voor bestond uit een als bladveer uitgevoerd spatbord en achter een soort torsievering. In de buizen van de achtervork liep aan de linkerkant de ketting terwijl de rechter buizen dienden als uitlaat en huis voor de torsiestaven. Rond de trapperas zat een trommel die als accu dienstdeed. Door te trappen werden de accuzuren gemengd en kwam het "contact" tot stand. Het stuur kon geheel naar voren knikken om als dubbele standaard dienst te doen. Door terug te trappen werden tegelijk de achterrem en de koppeling bediend. Na 1900 werd er niets meer van het merk Millet vernomen.